# Julius Deutsch
Julius Deutsch, född 2 februari 1884, död 17 januari 1968, var en österrikisk socialdemokratisk politiker.

## Biografi
Deutsch organiserade som statssekreterare för härväsendet 1917-20 de så kallade "folkvärnen", som tidigast bestod nästan uteslutande av socialdemokratiska arbetare. När arbetarna förlorade kontakten med folkvärnen, skapade Deutsch de "republikanska skyddsvärnen". Deutsch tillhörde den konstituerade nationalförsamlingen 1919 och tillhörde nationalrådet från 1920. Bland Deutschs skrifter märks Geschichte der deutsch-österreichischen Arbeiterbewegung (1919, 2:a upplagan 1922), Aus Österreichs Revolution (1922), Antifaschismus (1926), 'Wehrmacht und Sozialdemokratie (1927) och Geschichte der österreichischen Gewerkschaftsbewegung (1929).
Wehrmacht und Sozialdemokratie brändes av nationalsocialister under bokbålen i Nazityskland 1933, tillsammans med Schriften zur Zeit vilken han utgivit ihop med Gustav Radbruch.